# تل الممباقة
تل الممباقة أو مدينة إيكالتا القديمة التي تعود للعصر البرونزي المتأخر هو موقع أثري قديم يبلغ عمره 5000 عام، ويقع على الضفة الشرقية لمجرى نهر الفرات العلوي في شمال سوريا. كانت المدينة واحدة من المدن الهامة بالمنطقة خلال الألفية الثالثة والثانية قبل الميلاد، وبعد إقامة سد الطبقة في مدينة الثورة (35 كيلومتراً غرب الرقة)، غمرت مياه بحيرة الأسد بشكل جزئيّ أطلال المدينة التي تقع على منحدر شديد الانحدار، وعلى بعد 5 كيلومترات من موقع تل الحديدي أو ما كان يُعرف قديمًا باسم مدينة أزو. كانت مدينة إيكالتا تضم أربعة معابد، تقع ثلاثة منها على أرض مرتفعة على ضفاف نهر الفرات، ويقع واحد عند بوابة المدينة، وكان داغان بعلكا هو الإله الرئيسي للشعوب التي سكنت هذه المدينة.

## الموقع
تقع منطقة تل الممباقة في منطقة الجرنية على الضفة الشرقية لبحيرة الأسد، ويُقابلها من الجهة الأخرى للبحيرة جبل عرودة وتل حبوبة، بالقرب من تل الشيخ حسن على بعد نحو من 100 كيلومتر غرب مدينة الرقة السورية.

## التاريخ
كان نهر الفرات بمثابة أحد الطرق السريعة التي ربطت آسيا بالبحر الأبيض المتوسط، كما يُمكن اعتباره أحد الطرق التجارية الرئيسية بين أهم مراكز نفوذ الدولة السومرية ومن بعدها الدولة البابلية، وبين المدن الساحلية السورية وكان الوصول المباشر إلى الجزء الرئيسي الصالح للملاحة من النهر أحد الدوافع الأساسية لتأسيس مدينة تل الممباقة، فدائمًا ما كانت التجارة أهم أهم دوافع التوسع الحضري، والذي شكل السمة المميزة خلال الألفية الثالثة والثانية قبل الميلاد في شمال سوريا، فقد كان نهر الفرات يتجه من المرتفعات الأرمنية إلى الجنوب الشرقي على بعد 200 كيلومتر من البحر الأبيض المتوسط القريب حيث توجد المراكز التجارية الرئيسية، ومن هناك يمر الطريق فوق هضبة حلب شمالي سوريا. يضم موقع تل الممباقة بقايا المواقع والطرق التجارية السومرية التي تعود الألفية الرابعة قبل الميلاد، وقد بلغ التطور الثقافي والاقتصادي ذروته وفق نموذج مشيخة المدن السومرية خلال الألفية الثالثة قبل الميلاد، ثُمّ امتدّت المملكة السورية القديمة حتى نهر الفرات خلال الألفية الثانية قبل الميلاد. وهيمنت الدولة الميتانية بعد بضعة قرون على شمال شرق سوريا الحديثة حتى نهر الفرات. وفي القرن الرابع عشر قبل الميلاد، حكم الحيثيون شمال سوريا وكان نهر الفرات بمثابة المنطقة الحدودية الفاصلة بين الإمبراطورية الآشورية والدولة الحيثية. استقر السوريون حول نهر الفرات حوالي عام 1200 قبل الميلاد، ويمكن رؤية شواهد على هذا التاريخ الحافل بالأحداث من خلال أطلال التلال العديدة الممتدة على جانبي خزان سد الفرات الذي يبلغ طوله 90 كيلومترًا، ويضم موقع تل الممباقة أحد أكبر الآثار الشاهدة على هذا المشهد الثقافي القديم.

## الحفريات والمكتشفات الأثرية
زار المستكشفان الإنجليزيان وليم ميتشل رامزي وجيرترود بيل منطقة تل الممباقة في عام 1907، ووصفًا تحصينات المدينة التي تتألف من أسوار مزدوجة تقع على ضفة النهر. أخطأت بيل في تحديد موقع منطقة برسيبة، ولكنها أدركت أهمية تل الممباقة فعكفت على دراسة المدينة الشرقية. وفي عام 1964 تم توثيق وفحص أطلال المدينة كجزء من مشروع إنقاذ البقايا الأثرية في المنطقة المحيطة بسد الطبقة، والذي بدأ لإنقاذ المواقع المهددة للغرق أسفل بحيرة السد المعروفة باسم بحيرة الأسد، والواقعة خلف سد الطبقة المقام على نهر الفرات بالقرب من مدينة الطبقة. كما طلبت الجمعية الشرقية الألمانية تصريحًا للتنقيب في تل الممباقة في عام 1968. وفي الفترة ما بين عامي 1969-1970، قام إرنست هاينريش أستاذ علم الآثار في معهد برلين للتكنولوجيا برصد البقايا الأثرية المرئية في المنطقة، قبل أن تبدأ عمليات التنقيب عن هذه البقايا في عام 1971. قاد عالم الآثار وينفريد أورتمان عمليات التنقيب التي أجريت في منطقة تل الممباقة في الفترة ما بين عامي 1973 و1974، وفي عام 1977، قاد ألفريد فيرنر ماورر عملية تنقيب جديدة في المنطقة، وكان كلاهما من جامعة ساربروكن الألمانية. ثُم أشرف ديتمار ماتشولي أستاذ الآثار في الجامعة التقنية في هامبورغ-هاربورغ على عمليات التنقيب بدءًا من عام 1979. شارك في عمليات التنقيب التي جرت في موقع تل الممباقة خلال الأعوام 1973 و1974 و1977، ما يصل إلى 16 عالمًا و90 عاملاً محليًا، وأسفرت هذه العمليات عن اكتشاف 15 لوحًا طينيًا يعود للعصر البرونزي المتأخر، وقد ورد في النصوص المكتوبة على هذه الألواح اسم المدينة، لذا يُعتقد الآن أنها كانت تُعرف في تلك الحقبة التاريخية باسم إيكالتا، والتي يُعتقد أيضًا أنها حملت في الحقبة البابلية القديمة اسمًا آخر هو ياكالتوم. استئنفت عمليات التنقيب في منطقة تل الممباقة في عام 1999 واستمرت لمدة ستة مواسم حتى عام 2010 تحت قيادة ماتشولي وفيليكس بلوخر.